# Éric Bailly
Pour les articles homonymes, voir Bailly.
Éric Bailly, né le 12 avril 1994 à Bingerville en Côte d'Ivoire, est un footballeur international ivoirien qui évolue au poste de défenseur central au Real Oviedo.

## Biographie

### Jeunesse
Éric Bailly grandit au quartier de Koumassi Sicogi dans la banlieue sud d'Abidjan avec son frère Yan. Éric est d’ethnie Guéré.

### Espanyol de Barcelone (2011-2015)
Éric Bailly est détecté par un agent à l'occasion d'une compétition au Burkina Faso. Tous les deux partent alors en Espagne où Bailly est recruté par le RCD Espanyol en décembre 2011.
Il fait ses débuts en Liga avec le club catalan en octobre 2014.

### Villarreal (2015-2016)
En février 2015, Bailly rejoint Villarreal CF pour un transfert évalué à 5.7 millions d'euros. Il est supposé remplacer Gabriel Paulista parti à Arsenal pendant le mercato hivernal. Bailly fait ses débuts avec Villarreal le 22 février 2015 lors d'une victoire à domicile contre Eibar. Le 1er mars 2015, il participe au bon match nul 1-1 obtenu par Villarreal en déplacement au Real Madrid, lors de ce match, il est brièvement évacué sur civière pour un saignement à la pommette, mais effectue son retour sur la pelouse quelques minutes plus tard.
Il atteint les demi-finales de la Ligue Europa 2015-2016 avec Villarreal, face au Liverpool FC. Il joue le match aller remporté par son équipe le 28 avril 2016 (1-0) mais Villarreal est éliminé au match retour le 5 mai, où Bailly est absent pour cause de blessure (3-0 pour les reds).

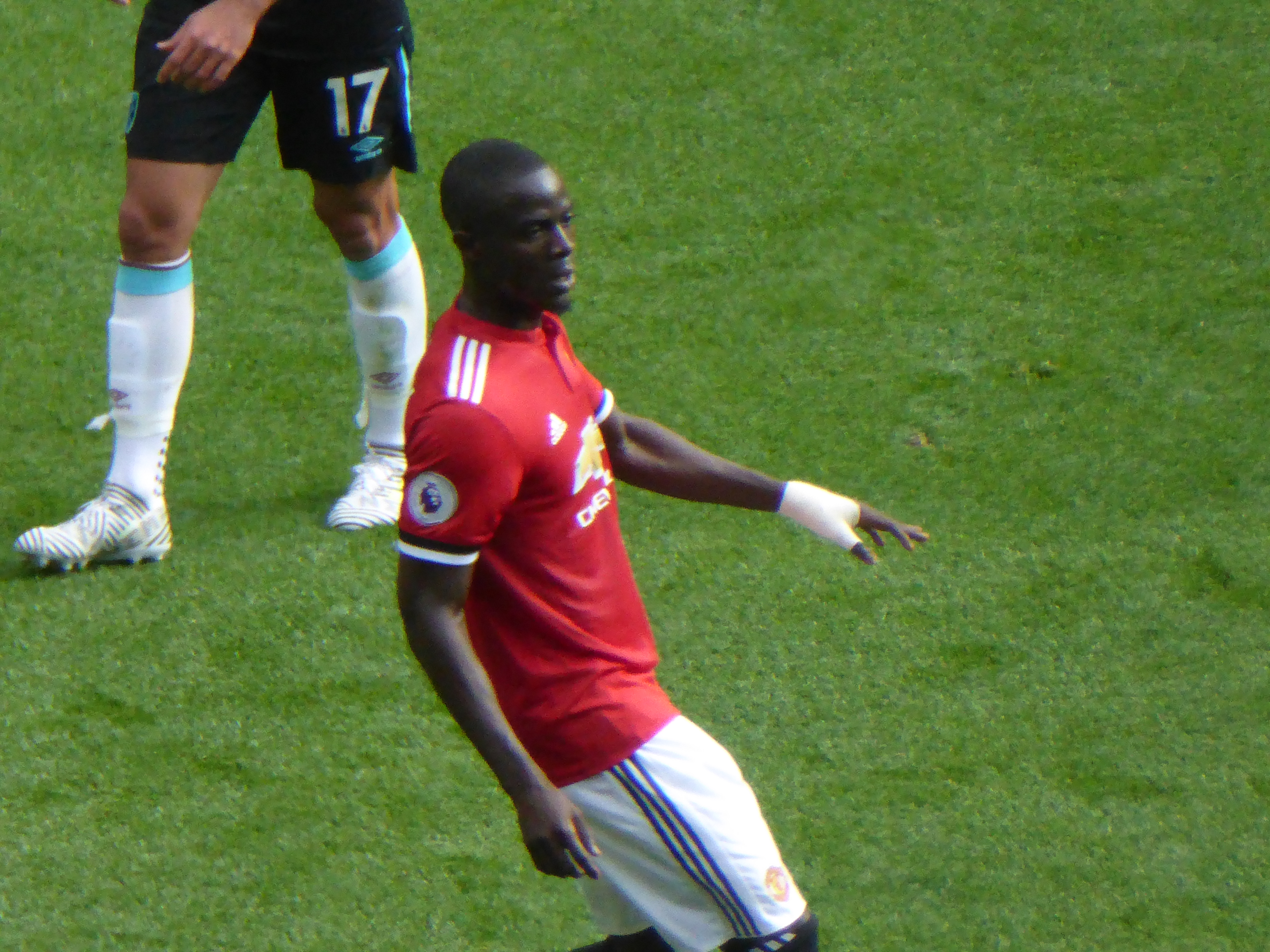
Éric Bailly sous les couleurs de Manchester United face à West Ham United, le 13 août 2017.

### Manchester United (2016-2023)
Le 8 juin 2016, le transfert de Bailly à Manchester United est officialisé. Le transfert est estimé à 38 millions d'euros.
A l'occasion de ses débuts officiels avec son club, en Community Shield face à Leicester (2-1), il est nommé homme du match. La semaine suivante, pour ses débuts en Premier League, il est encore nommé homme du match. En octobre 2016, il se blesse et est écarté des terrains pendant deux mois. Revenu de sa blessure, il joue de nouveaux les matchs. Il est un titulaire quasi indiscutable durant sa première saison au sein du club mancunien.
Il écope d'un carton rouge lors d'un match contre  Bournemouth le 30 décembre 2018 pour un tacle très dangereux.
Blessé à de nombreuses reprises durant son passage en Angleterre, Bailly est notamment opéré à un genou en 2020.
Le 26 avril 2021, il prolonge avec le club mancunien jusqu'en 2024. La saison suivante, il ne prend part qu'à sept rencontres avec Manchester United, tous en première moitié de saison. Sur le premier semestre 2022, les cinq matchs auxquels il participe sont tous en sélection nationale.

### Prêt à l'Olympique de Marseille (2022-2023)
En manque de temps de jeu à Manchester United, Bailly est prêté à l'Olympique de Marseille avec une option d'achat évaluée entre six et dix millions d'euros. Le 7 janvier 2023 lors d'un 32e de finale de la coupe de France face à Hyères, après 15 minutes de jeu, il est exclu à la suite d'un tacle à hauteur de la poitrine contre Almike Moussa N'Diaye, ce dernier étant hospitalisé en réanimation à la suite de cette faute.

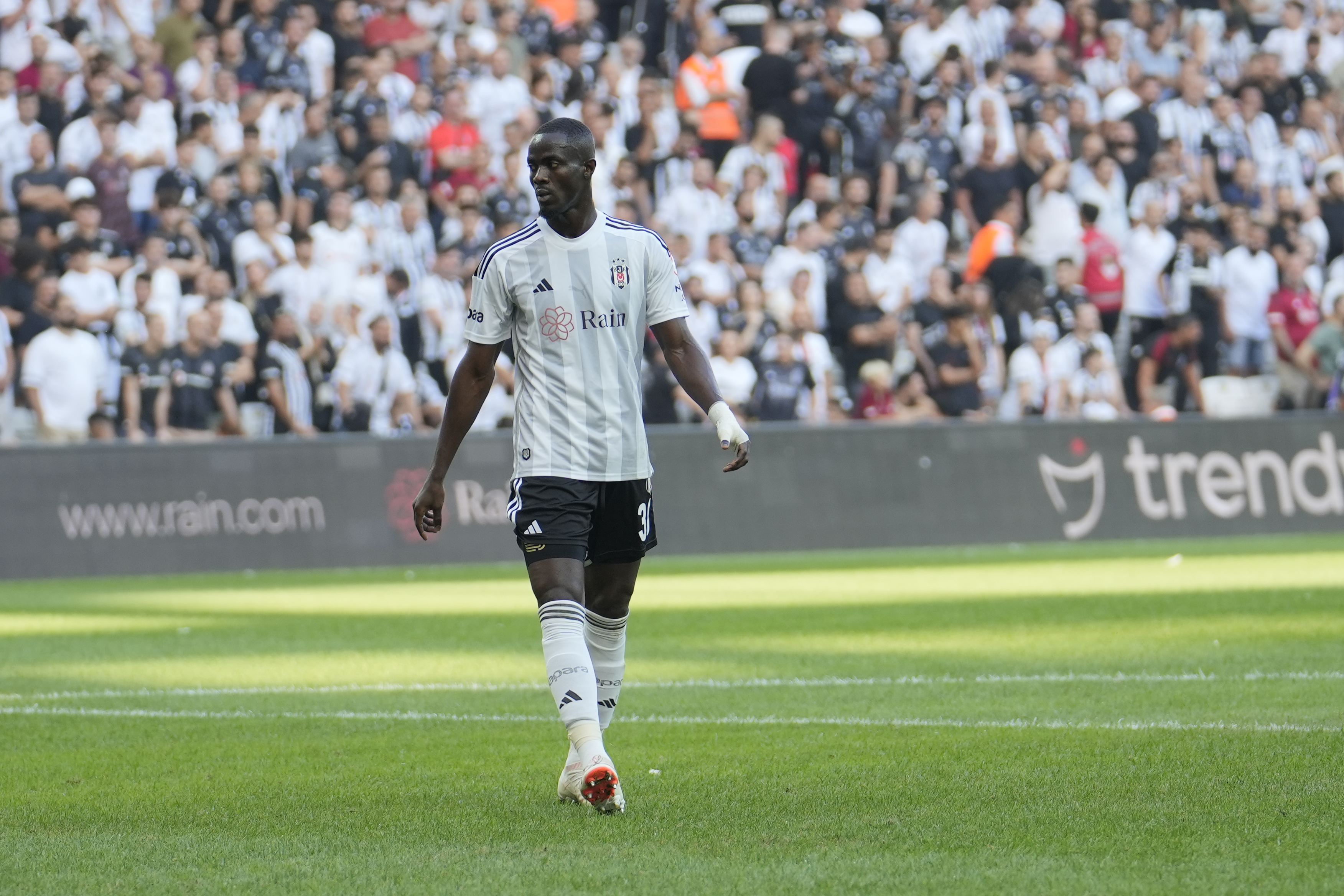
Rencontre de SüperLig opposant Beşiktaş à Kayserispor, le 24 septembre 2023.

### Beşiktaş (2023)
Le 5 septembre 2023, Bailly quitte Manchester United pour rejoindre le club turc du Beşiktaş JK pour une seule saison.
Le 11 décembre 2023, il est exclu du club en raison de « mauvaises performances et d’incompatibilités au sein de l’équipe, » aux côtés de quatre autres coéquipiers (Vincent Aboubakar, Valentin Rosier, Rachid Ghezzal et Jean Onana). Le 29 décembre, le club annonce la résiliation du contrat de Bailly « d'un commun accord » avec le joueur.

### Retour à Villarreal (2023-2025)
Le 30 décembre 2023, il signe libre au Villarreal CF jusqu'en juin 2025, après un passage raté au Beşiktaş JK. Moins utilisé en 2024-2025 qu'en 2023-2024, Bailly quitte le club au terme de son contrat fin juin 2025.

### Carrière internationale

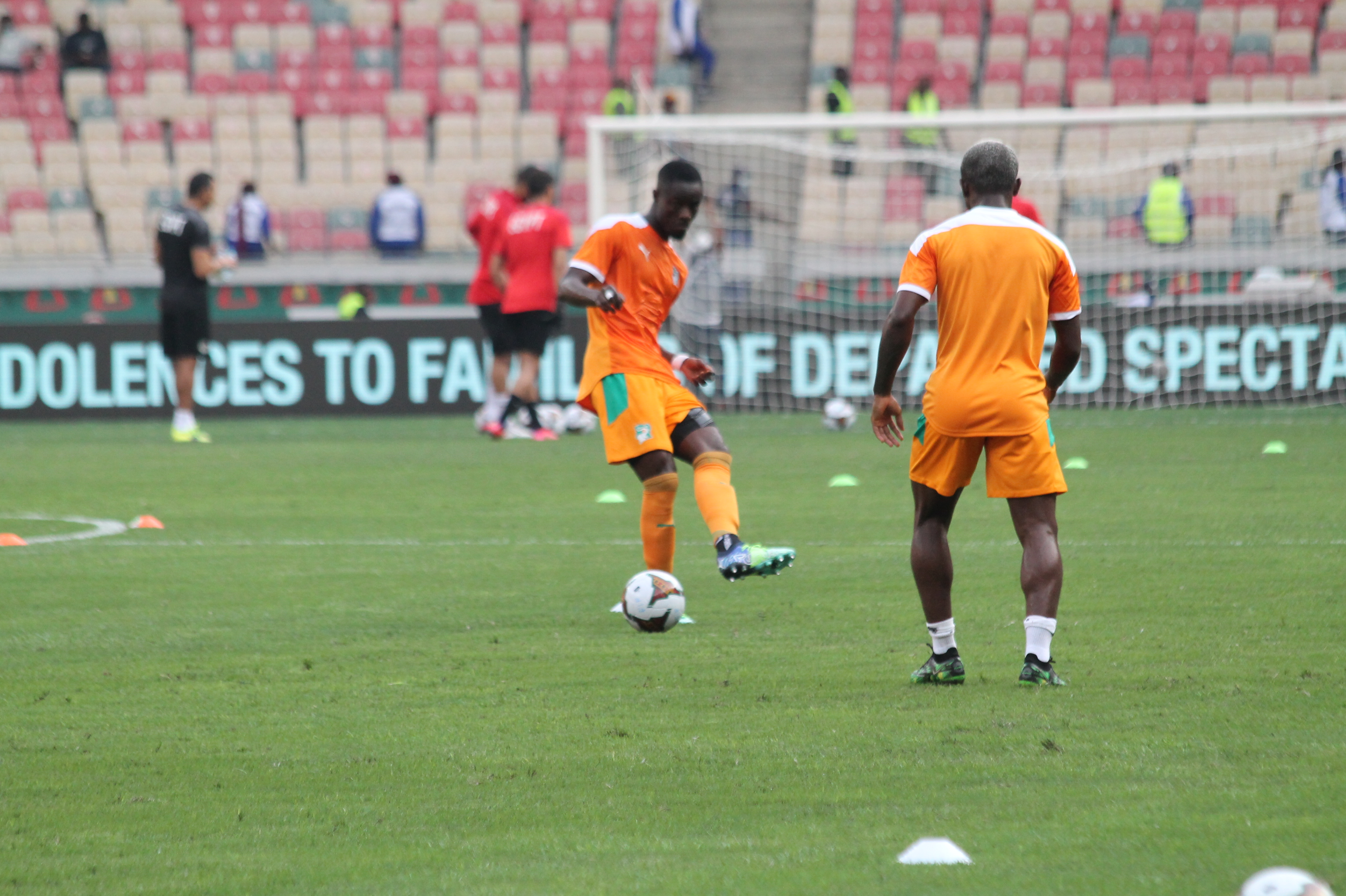
Éric Bailly à l'échauffement de Côte d’Ivoire – Sierra Leone
(2e journée de la CAN 2021),
le 16 janvier 2022.

#### Équipe de Côte d'Ivoire
Bailly commence sa carrière internationale en étant sélectionné par Hervé Renard pour la CAN 2015. Il fait ses débuts le 11 janvier 2015, lors d'un match amical contre le Nigeria. Méconnu du grand public ivoirien, il gagne ses galons de titulaire lors de cette compétition. Il joue les six matches de la compétition et est sacré avec son équipe.
Le 12 octobre 2018, il marque son premier but international lors d'une victoire 4-0 contre la République centrafricaine lors d'un match de qualification à la Coupe d'Afrique des nations 2019 au Stade Bouaké.
En avril 2019, il se blesse au genou, ce qui le rend indisponible pour la Coupe d'Afrique des nations.
En décembre 2021, Bailly est retenu par le sélectionneur Patrice Beaumelle pour participer à la coupe d'Afrique des nations.

## Palmarès

### En club
- Manchester United (3) :
  - Ligue Europa : Vainqueur en 2017
  - Ligue Europa : Finaliste en 2021
  - Championnat d'Angleterre : Vice-champion en 2021
  - League Cup : Vainqueur en 2017
  - Community Shield : Vainqueur en 2016

### En sélection nationale
- Équipe de Côte d'Ivoire (1) :
  - Coupe d'Afrique des nations : Vainqueur en 2015

### Distinction personnelle
- « IFFHS » CAF Équipe type d'Afrique de la décennie 2011-2020[19]

## Statistiques

### En club
| Saison                | Club                          | Championnat           | Championnat | Championnat | Championnat | Coupe nationale | Coupe nationale | Coupe nationale | Coupe de la Ligue | Coupe de la Ligue | Coupe de la Ligue | Supercoupe | Supercoupe | Supercoupe | Compétition(s) continentale(s) | Compétition(s) continentale(s) | Compétition(s) continentale(s) | Compétition(s) continentale(s) | Supercoupe UEFA | Supercoupe UEFA | Supercoupe UEFA | Total | Total | Total |
| Saison                | Club                          | Division              | M.          | B.          | P.d.        | M.              | B.              | P.d.            | M.                | B.                | P.d.              | M.         | B.         | P.d.       | Comp.                          | M.                             | B.                             | P.d.                           | M.              | B.              | P.d.            | M.    | B.    | P.d.  |
| 2014-2015             | RCD Espanyol                  | Liga                  | 5           | 0           | 0           | 0               | 0               | 0               | -                 | -                 | -                 | -          | -          | -          | -                              | -                              | -                              | -                              | -               | -               | -               | 5     | 0     | 0     |
| 2014-2015             | Villarreal CF                 | Liga                  | 10          | 0           | 0           | -               | -               | -               | -                 | -                 | -                 | -          | -          | -          | C3                             | 2                              | 0                              | 0                              | -               | -               | -               | 12    | 0     | 0     |
| 2015-2016             | Villarreal CF                 | Liga                  | 25          | 0           | 0           | 3               | 0               | 1               | -                 | -                 | -                 | -          | -          | -          | C3                             | 7                              | 1                              | 0                              | -               | -               | -               | 35    | 1     | 1     |
| Sous-total            | Sous-total                    | Sous-total            | 35          | 0           | 0           | 3               | 0               | 1               | -                 | -                 | -                 | -          | -          | -          | -                              | 9                              | 1                              | 0                              | -               | -               | -               | 47    | 1     | 1     |
| 2016-2017             | Manchester United             | Premier League        | 25          | 0           | 0           | 0               | 0               | 0               | 1                 | 0                 | 0                 | 1          | 0          | 0          | C3                             | 11                             | 0                              | 0                              | -               | -               | -               | 38    | 0     | 0     |
| 2017-2018             | Manchester United             | Premier League        | 13          | 1           | 0           | 2               | 0               | 0               | -                 | -                 | -                 | -          | -          | -          | C1                             | 3                              | 0                              | 0                              | 1               | 0               | 0               | 19    | 1     | 0     |
| 2018-2019             | Manchester United             | Premier League        | 11          | 0           | 0           | 1               | 0               | 0               | 1                 | 0                 | 0                 | -          | -          | -          | C1                             | 4                              | 0                              | 0                              | -               | -               | -               | 17    | 0     | 0     |
| 2019-2020             | Manchester United             | Premier League        | 4           | 0           | 0           | 3               | 0               | 0               | 0                 | 0                 | 0                 | -          | -          | -          | C3                             | 4                              | 0                              | 0                              | -               | -               | -               | 11    | 0     | 0     |
| 2020-2021             | Manchester United             | Premier League        | 12          | 0           | 0           | 1               | 0               | 0               | 3                 | 0                 | 0                 | -          | -          | -          | C1+C3                          | 0+5                            | 0+0                            | 0+1                            | -               | -               | -               | 21    | 0     | 1     |
| 2021-2022             | Manchester United             | Premier League        | 4           | 0           | 0           | 1               | 0               | 0               | -                 | -                 | -                 | -          | -          | -          | C1                             | 2                              | 0                              | 0                              | -               | -               | -               | 7     | 0     | 0     |
| Sous-total            | Sous-total                    | Sous-total            | 69          | 1           | 0           | 8               | 0               | 0               | 5                 | 0                 | 0                 | 1          | 0          | 0          | -                              | 29                             | 0                              | 1                              | 1               | 0               | 0               | 113   | 1     | 1     |
| 2022-2023             | Olympique de Marseille (prêt) | Ligue 1               | 17          | 0           | 0           | 1               | 0               | 0               | -                 | -                 | -                 | -          | -          | -          | C1                             | 5                              | 0                              | 0                              | -               | -               | -               | 23    | 0     | 0     |
| 2023-2024             | Beşiktaş JK                   | Süper Lig             | 5           | 0           | 0           | 0               | 0               | 0               | -                 | -                 | -                 | -          | -          | -          | C4                             | 3                              | 0                              | 0                              | -               | -               | -               | 8     | 0     | 0     |
| 2023-2024             | Villarreal CF                 | Liga                  | 10          | 0           | 0           | 1               | 0               | 0               | -                 | -                 | -                 | -          | -          | -          | C3                             | 2                              | 0                              | 0                              | -               | -               | -               | 13    | 0     | 0     |
| 2024-2025             | Villarreal CF                 | Liga                  | 12          | 0           | 0           | 0               | 0               | 0               | -                 | -                 | -                 | -          | -          | -          | -                              | -                              | -                              | -                              | -               | -               | -               | 12    | 0     | 0     |
| Sous-total            | Sous-total                    | Sous-total            | 22          | 0           | 0           | 1               | 0               | 0               | 0                 | 0                 | 0                 | -          | -          | -          | -                              | 2                              | 0                              | 0                              | 0               | 0               | 0               | 25    | 0     | 0     |
| Total sur la carrière | Total sur la carrière         | Total sur la carrière | 153         | 1           | 0           | 13              | 0               | 1               | 5                 | 0                 | 0                 | 1          | 0          | 0          | -                              | 48                             | 1                              | 1                              | 1               | 0               | 0               | 221   | 2     | 2     |

## En équipe nationale
| Saison                | Sélection             | Phases finales        | Phases finales | Phases finales | Phases finales | Éliminatoires CDM | Éliminatoires CDM | Éliminatoires CDM | Éliminatoires CAN | Éliminatoires CAN | Éliminatoires CAN | Matchs amicaux | Matchs amicaux | Matchs amicaux | Total | Total | Total |
| Saison                | Sélection             | Compétition           | M              | B              | Pd             | M                 | B                 | Pd                | M                 | B                 | Pd                | M              | B              | Pd             | M     | B     | Pd    |
| --------------------- | --------------------- | --------------------- | -------------- | -------------- | -------------- | ----------------- | ----------------- | ----------------- | ----------------- | ----------------- | ----------------- | -------------- | -------------- | -------------- | ----- | ----- | ----- |
| 2014-2015             | Côte d'Ivoire         | CAN 2015              | 6              | 0              | 0              | -                 | -                 | -                 | -                 | -                 | -                 | 4              | 0              | 0              | 10    | 0     | 0     |
| 2015-2016             | Côte d'Ivoire         | -                     | -              | -              | -              | 0                 | 0                 | 0                 | 3                 | 0                 | 0                 | 2              | 0              | 0              | 5     | 0     | 0     |
| 2016-2017             | Côte d'Ivoire         | CAN 2017              | 3              | 0              | 0              | 1                 | 0                 | 0                 | 2                 | 0                 | 0                 | 4              | 0              | 0              | 10    | 0     | 0     |
| 2017-2018             | Côte d'Ivoire         | -                     | -              | -              | -              | 3                 | 0                 | 1                 | -                 | -                 | -                 | 2              | 0              | 0              | 5     | 0     | 1     |
| 2018-2019             | Côte d'Ivoire         | CAN 2019              | -              | -              | -              | -                 | -                 | -                 | 4                 | 2                 | 0                 | -              | -              | -              | 4     | 2     | 0     |
| 2019-2020             | Côte d'Ivoire         | -                     | -              | -              | -              | -                 | -                 | -                 | -                 | -                 | -                 | -              | -              | -              | 0     | 0     | 0     |
| 2020-2021             | Côte d'Ivoire         | -                     | -              | -              | -              | -                 | -                 | -                 | 1                 | 0                 | 0                 | 3              | 0              | 0              | 4     | 0     | 0     |
| 2021-2022             | Côte d'Ivoire         | CAN 2021              | 3              | 0              | 0              | 3                 | 0                 | 0                 | -                 | -                 | -                 | 2              | 0              | 0              | 8     | 0     | 0     |
| 2022-2023             | Côte d'Ivoire         | -                     | -              | -              | -              | -                 | -                 | -                 | 3                 | 0                 | 0                 | -              | -              | -              | 3     | 0     | 0     |
| 2023-2024             | Côte d'Ivoire         | -                     | -              | -              | -              | -                 | -                 | -                 | -                 | -                 | -                 | -              | -              | -              | 0     | 0     | 0     |
| 2024-2025             | Côte d'Ivoire         | -                     | -              | -              | -              | -                 | -                 | -                 | 1                 | 0                 | 0                 | -              | -              | -              | 1     | 0     | 0     |
| Total sur la carrière | Total sur la carrière | Total sur la carrière | 12             | 0              | 0              | 7                 | 0                 | 1                 | 14                | 2                 | 0                 | 17             | 0              | 0              | 50    | 2     | 1     |